# زلزال الجزائر 1716
زلزال الجزائر 1716 هو زلزال وقع في 3 فبراير 1716 كواحدٍ من أقوى الزلازل وَأكثرها تدميرًا، شهد سلسلة من الهزات الأرضية خلالَ الفترة الممتدة بين فبراير وَمايو عام 1716، حيثُ بلغت قوته حوالي 7.8 درجة على مقياس ريختر. يُعتقد أن مركزهُ كان في منطقة الجزائر العاصمة، وَقد بلغت شدته القصوى IX (مدمر) وفقًا لمقياس الزلازل الأوروبي ‏ (EMS-98). أسفر هذا الزلزال عن مقتل ما يقرب من 20,000 شخص. كما شعر بالهزة سكان جزيرة صقلية في مدينتي قطانية وَسرقوسة.